# Кинщак, Александр Александрович
Александр Александрович Кинщак (род. 20 октября 1962) — российский дипломат. Чрезвычайный и полномочный посол (2017).

## Биография
В 1988 году окончил Московский государственный институт международных отношений и Высшие дипломатические курсы Дипломатической академии МИД России (2002). Владеет арабским и английским языками. На дипломатической службе с 1988 года.
- В 1988—1994 годах — дежурный референт, секретарь консульского отдела, атташе, третий секретарь Посольства России в Сирии.
- В 1994—1995 годах — второй секретарь Департамента Ближнего Востока и Северной Африки МИД России.
- В 1995—1996 годах — второй секретарь 1-го Европейского департамента МИД России.
- В 1996—2000 годах — первый секретарь, советник Посольства России в Ираке.
- В 2000—2002 годах — советник, старший советник, и. о. начальника отдела, начальник отдела Департамента Ближнего Востока и Северной Африки МИД России.
- В 2002—2004 годах — советник-посланник Посольства России в Ираке.
- В 2004—2006 годах — начальник отдела Департамента Ближнего Востока и Северной Африки МИД России.
- С июля 2006 по январь 2008 года — заместитель директора Департамента Ближнего Востока и Северной Африки МИД России.
- С 28 января 2008 по 4 марта 2013 года — чрезвычайный и полномочный посол Российской Федерации в Государстве Кувейт[1][2].
- В 2013—2014 годах — заместитель директора Департамента Ближнего Востока и Северной Африки МИД России.
- С 22 декабря 2014 по 29 октября 2018 года — чрезвычайный и полномочный посол Российской Федерации в Сирийской Арабской Республике[3][4].
- С 30 ноября 2018 года — директор Департамента Ближнего Востока и Северной Африки МИД России[5].

## Дипломатический ранг
- Чрезвычайный и полномочный посланник 2 класса (8 июля 2004)[6]
- Чрезвычайный и полномочный посланник 1 класса (4 ноября 2011)[7]
- Чрезвычайный и полномочный посол (10 февраля 2017)[8]

## Награды
- Орден Александра Невского (2 июня 2022) — за большой вклад в реализацию внешнеполитического курса Российской Федерации и многолетнюю добросовестную дипломатическую службу[9];
- Орден Мужества (10 июня 2003) — за мужество и отвагу, проявленные при исполнении служебного долга[10];
- Орден Почёта (10 сентября 2017) — за большой вклад в реализацию внешнеполитического курса Российской Федерации[11];
- Медаль ордена «За заслуги перед Отечеством» II степени (16 октября 1999) — за высокие достижения в производственной деятельности, большой вклад в укрепление дружбы и сотрудничества между народами[12];
- Почётная грамота президента Российской Федерации (21 июля 2020) — за активное участие и проведении саммита и экономического форума Россия—Африка в 2019 году в городе Сочи[13];
- Орден «За гражданские заслуги» специального класса (Сирия, 2018 год).
- Почётная грамота Министерства иностранных дел Российской Федерации (2001).
- Нагрудный знак «Министерство иностранных дел Российской Федерации. 200 лет» (2002).
- Медаль «Участнику военной операции в Сирии» (2016).

## Личная жизнь
Женат, имеет дочь и сына.